# Пушкаші (Васлуй)
Пу́шкаші (рум. Pușcași) — село у повіті Васлуй в Румунії. Адміністративний центр комуни Пушкаші.
Село розташоване на відстані 271 км на північний схід від Бухареста, 6 км на захід від Васлуя, 59 км на південь від Ясс, 136 км на північ від Галаца.

## Населення
За даними перепису населення 2002 року у селі проживали 2279 осіб, усі — румуни. Усі жителі села рідною мовою назвали румунську.